# 7402-es mellékút (Magyarország)
A 7402-es számú mellékút egy bő nyolc kilométer hosszú, négy számjegyű országos közút Zala vármegye középső részén; a megyeszékhely Zalaegerszeg déli agglomerációját kapcsolja össze a Keszthely és Lenti térsége között húzódó 75-ös főúttal.

## Nyomvonala
A 75-ös főútból ágazik ki, annak 43,150-es kilométerszelvénye közelében, Zalatárnok központjában. Északi irányban indul, Petőfi Sándor utca néven, majd alig 50 méter után nyugatnak fordul és a Hunyadi János utca nevet veszi fel. 200 méter után újabb irányváltással visszatér a kiindulási irányához és a neve itt Deák Ferenc utca lesz. 500 méter után elhagyja a település házait, de még kilométereken át zalatárnoki külterületen halad, ugyanezt az irányt követve. 3,200-as kilométerszelvénye környékén nyugatnak fordul, itt két önkormányzati út is kiágazik belőle, kelet és dél felé: a kelet felé induló egy zalatárnoki külterületi településrészre vezet, a délnek induló út pedig Iborfia községbe. (Érdekes, hogy Iborfiára egyáltalán nem vezet országos közútnak számító út.)
Az iborfiai bekötőút kiágazásával egyidejűleg az út átlép Lickóvadamos területére: először Vadamos házait éri el, ahova 3,9 kilométer után lép be és mintegy 600 métert halad ott, a Kossuth Lajos utca nevet viselve, majd az 5,300-as kilométerszelvénytől ugyancsak körülbelül 600 méteren át Nagylickó belterületén halad, azonos néven. A két településrészt a Gellénházi-patak választja el, amit az út Nagylickó déli házai előtt kicsivel keresztez. 6,6 kilométer után érkezik Gellénháza területére, és kicsivel ezután már a település házai között halad, a neve itt is Kossuth utca. Gellénháza központjának északi részén, a Zalaegerszegtől Nova keleti részéig húzódó 7401-es útba beletorkollva ér véget, az előbbi itt kevéssel a 12. kilométere előtt jár.
Teljes hossza, az országos közutak térképes nyilvántartását szolgáló kira.gov.hu adatbázisa szerint 8,204 kilométer.

## Települések az út mentén
- Zalatárnok
- Lickóvadamos
- Gellénháza

## Hídjai
Egyetlen jelentős hídja Vadamos és Nagylickó között a Gellénházi-patakot hidalja át, az 5,182-es kilométerszelvényénél. A híd 1971-ben épült, fordított T tartós szerkezettel, teljes szerkezeti hossza 9,1 méter, egyetlen nyílásának szélessége 7,8 méter.